# Toay
Toay – miasto w Argentynie, w prowincji La Pampa, stolica departamentu Toay.
Według danych szacunkowych na rok 2010 miejscowość liczyła 11 626 mieszkańców.